# Vintileasca
Vintileasca è un comune della Romania di 2 112 abitanti, ubicato nel distretto di Vrancea, nella regione storica della Moldavia. 
Il comune è formato dall'unione di 6 villaggi: Bahnele, După Măgura, Neculele, Poiana Stoichii, Tănăsari, Vintileasca.